# Alaa Thabet
Alaa Thabet (in arabo علاء ثابت‎?; Il Cairo, 12 dicembre 1965) è un giornalista egiziano, attualmente caporedattore del giornale Al-Ahram e membro del consiglio di amministrazione della Fondazione Al-Ahram.

## Biografia

### Vita accademica
Si è laureato presso la Facoltà di Economia e Scienze politiche dell'Università del Cairo nel 1992. Ha conseguito il Diploma di Studi Avanzati negli Stati Uniti nel 2006 in giornalismo e amministrazione editoriale. E ha partecipato a una serie di importanti conferenze in tutto il mondo, tra cui Canada, Turchia, Stati Uniti, Giappone, Emirati Arabi Uniti e altri paesi.

## Carriera
Dopo la laurea, ha lavorato come giornalista per il giornale Al-Nour nel 1988. È stato giornalista del quotidiano Al-Watan al Cairo nel 1989. È stato giornalista per l'ufficio del Cairo nel 1990. Nel 1991 è stato giornalista e corrispondente dell'educazione per il quotidiano del Golfo del Kuwait e Al-Qabas . È stato giornalista nel 1991 e ha partecipato per molti anni al rapporto strategico di Al-Ahram, opuscoli strategici di Al-Ahram, capo del dipartimento dell'educazione e supervisore della posta dei lettori nel quotidiano Al-Ahram Evening nel 1994, Al -Ahram Evening nel 2004, e vicedirettore capo di Al-Ahram Evening nel 2007. È stato caporedattore di Al-Ahram Evening nel periodo da aprile 2011 ad agosto 2012 e dal 28 giugno 2014 al 31 maggio 2017.

## Sindacato
Per otto anni, è stato membro del Consiglio attraverso due sessioni. Ha ricoperto il ruolo di Vice Press Syndicate, presidente del consiglio di disciplina e membro del comitato di registrazione. Ha presentato un periodo di successo nel lavoro sindacale. Ha presieduto numerosi comitati: alloggi, pensioni, cultura e altre attività

## Agenzia di stampa nazionale
È stato eletto membro della National Press Agency, dove Giuramento presso il parlamento dell'Egitto l' 11 aprile 2017, ed è stata la prima dichiarazione che la sua scelta di un nuovo mandato dallo stato, ed è stata firmata dal presidente egiziano Abdel Fattah Sisi, si è dimesso dalla National Press Commission il 31 maggio 2017 dopo essere stato selezionato nelle recenti modifiche alla stampa dei consigli di amministrazione e degli editori dei quotidiani nazionali.

## Il suo lavoro
Ha contribuito con molti contributi alla scrittura di bambini presentati alla televisione egiziana nel corso degli anni, compresa la sua partecipazione alla stesura di una sceneggiatura di storie sui profeti del Corano, e diretta dal Dr. Zeinab Zamzam ha affrontato molti aspetti dell'umanità nelle vite di profeti e messaggeri, e ha presentato un modello diverso nel trattare i rapporti umani stabiliti da Muhammad, una serie di film che ha portato al premio del Cairo Radio and Television Festival, a tre premi internazionali dall'India, al Beijing Festival Award e al Interfaith Dialogue Centro in Texas . In seguito al successo della prima serie, una nuova serie intitolata "Missionaries in Paradise" e le posizioni di Abu Bakr al-Siddiq, Omar ibn al-Khattab, Uthman ibn Affan, Ali bin Abi Talib, Saad ibn Abi Waqas .. e altri, semplificando e adattando la profondità ai bambini.
Ha finito di scrivere sceneggiatura per il film d'animazione "Il profeta della misericordia" nel 2015, che non ha visto la luce per motivi produttivi. Il film tratta dell'aspetto umano nella vita di Maometto, nel quadro degli sforzi per correggere le idee sbagliate su Maometto in particolare e sulla religione islamica in generale, e affrontare le menti di adulti e bambini
Ha pubblicato diverse pubblicazioni, tra cui il libro "Istruzione superiore in Egitto" in cui ha rivisto le politiche di istruzione superiore in Egitto e ha messo le sue esperienze nel campo dell'istruzione è stato onorato a questo proposito da più di uno, tra cui il Università di Ain Shams nel 1997 per la sua attività nella causa dell'alfabetizzazione. Oltre a numerosi libri pubblicati dal Center for Political and Strategic Studies di Al-Ahram, tra cui il libro " Ministry of Higher Education ", che fa parte della serie di esami sullo sviluppo istituzionale e funzionale dei ministeri egiziani, in cui il libro esamina il dilemma di come creare una centralizzazione flessibile che consenta di rispondere alle variabili della società civile e allo stesso tempo di interagire positivamente con variabili esterne, consente di costruire le sue funzioni chiave come società caratterizzata da scarsità di risorse, scarso consumo e povertà, lo scopo di questa serie è di aprire un ampio dialogo tra le forze della società al fine di stabilire un meccanismo corretto per la formulazione delle politiche pubbliche in Egitto.

## lezioni

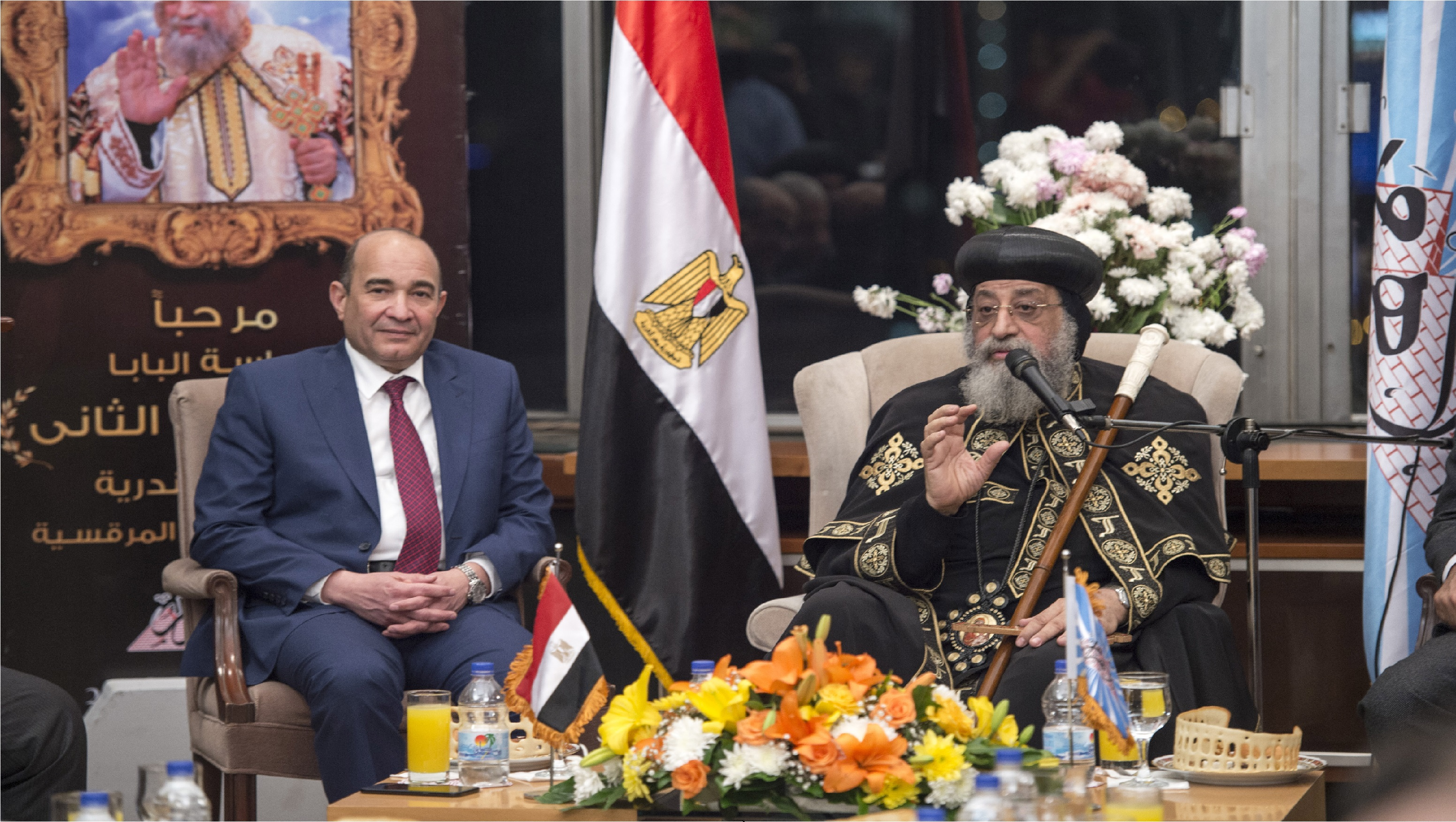
Nella storica visita di Papa Tawadros di Alessandria, il Patriarca di San Marco di Al-Ahram

Thabet ha tenuto diverse lezioni in diverse università egiziane e arabe, tra cui una conferenza intitolata "Il futuro della stampa su carta nel mondo arabo" organizzata dal re Il Centro Faisal per la ricerca e gli studi islamici in Arabia Saudita il 22 ottobre 2018, dove ha sottolineato che qualsiasi mezzo di comunicazione moderno non porta all'estinzione di mezzi Il più antico dei quali è la stampa elettronica. La macchina da stampa non annulla la macchina da stampa, poiché presentava una serie di soluzioni per preservare la macchina da stampa e la macchina da stampa digitale. La stampa di carta tendeva a diversificare le sue attività mediatiche. Pur mantenendo la personalità indipendente dei giornali elettronici, che sono diventati gateway di notizie, media e intrattenimento con una personalità indipendente. Oltre alla formazione e allo sviluppo dei redattori per gestire i dati e le esigenze dell'era digitale con tutti i suoi strumenti moderni, e per fare spazio al giornalismo investigativo e analitico e alle relazioni in modo che il giornale si occupi della stampa approfondita e si occupi del digitale in un modo adatto al ritmo rapido che lo caratterizza e all'attenzione a ciò che il pubblico desidera una varietà di argomenti e interagire con i lettori.